# Mōri Hidenari
Mōri Hidenari (毛利 秀就?; 19 novembre 1595 – 24 febbraio 1651) fu un daimyō giapponese, capo del clan Mōri durante il periodo Edo.

## Biografia
Figlio di Mōri Terumoto succedette al padre nel governo delle province di Nagato e Suō e, nel 1601, costruì il castello di Hagi (Nagato) dove risiedette. Nel 1608 ottenne il privilegio di portare il nome Matsudaira e il titolo di Nagato no kami; nello stesso tempo sposò una figlia adottiva dello shōgun Tokugawa Hidetada. Nel 1615 prese parte all'assedio di Osaka schierandosi con lo shogunato. Fu il primo daimyō del dominio di Chōshū.